# Halina Łabonarska
Halina Łabonarska est une actrice de théâtre, de cinéma et de télévision polonaise, née le 15 juillet 1947 à Gdańsk.

## Filmographie

### Cinéma
- 1979: Aktorzy prowincjonalni
- 1984: L'Homme de fer : médecin à l'hôpital psychiatrique
- 1984: L'Année du soleil calme : la mère supérieure
- 1984: La Traque
- 1985: Jesienią o szczęściu
- 1986: ESD mère de Ida
- 1990: Europa Europa - mère de Leni
- 1997: Kroniki domowe - Anielcia
- 1999-2007: Na dobre i na złe - Ewa Jakubik
- 2000-2001: Przeprowadzki - Klara Michalska
- 2002-2007: Samo Życie - Izabela Jaworska
- 2003: Zaginiona - Jadwiga Szulc
- 2004-2007: Kryminalni - Ewa Kubicz
- 2004: Vinci - Helena Antończyk
- 2005: Klinika samotnych serc - Helena Strusiowa
- 2006: Kryminalni. Misja śląska - Ewa Kubicz
- 2006: Futro
- 2007: Hania
- 2007: Regina
- 2007: Odwróceni - Helena
- 2010: Joanna - mère de Joanna
- 2011: Barwy szczęścia - mère d'Izy Gordon
- 2012: Prawo Agaty - mère de Mari Okońska
- 2016: Smolensk

## Distinctions
- Meilleure actrice au Festival du film polonais de Gdynia en 1979 pour son rôle de Anka Malewska dans Aktorzy prowincjonalni